# Koilodepas hainanense
Koilodepas hainanense là một loài thực vật có hoa trong họ Đại kích. Loài này được (Merr.) Croizat mô tả khoa học đầu tiên năm 1942.